# Schlössle Unterberken
Das verschwundene Schlössle von Unterberken lag auf einem bewaldeten Bergsporn südöstlich von Unterberken, einem Stadtteil der Stadt Schorndorf im baden-württembergischen Rems-Murr-Kreis. Über die ehemalige mittelalterliche Befestigung, von der nur geringe Reste erhalten sind, ist heute so gut wie nichts mehr bekannt.

## Lage
Die ehemalige Burganlage lag südöstlich von dem Dorf Unterberken, auf einem bewaldeten Bergrücken zwischen dem Herrenbach-Stausee und dem Tannbach. Der Wald trägt den Namen Burgholz.

## Name
Der Altphilologe und Chronist Martin Crusius nannte die Burg Ebersberg. Der Name geriet später völlig in Vergessenheit und im Volksmund wurde der Burgstall nur das Schlössle genannt.

## Beschreibung
Der Bereich der ehemaligen Kernburg wird von einem Wall und einem tiefen Graben umschlossen, welcher heute noch vorhanden ist. Die Tiefe beträgt noch etwa 3–4 Meter. Der Bereich der Kernburg misst etwa 40 × 40 Meter. Vertiefungen und Erhöhungen im Gelände könnten auf noch vorhandene Mauerreste hindeuten.

## Geschichte
Über die Geschichte des Schlössles ist – wie bei den meisten Befestigungen im Rems-Murr-Kreis – so gut wie nichts mehr bekannt. Möglicherweise ist sie früh abgegangen. Rudolph Friedrich von Moser berichtet in seiner Beschreibung des Oberamts Schorndorf, dass die Burg einst Volknand von Staufen (auch Folknand) gehörte. Volknand war ein treuer Dienstmann der Hohenstaufer und begleitete Kaiser Friedrich I. Barbarossa auf dessen Feldzügen. Wahrscheinlich war Volknand von Staufen sehr eng mit den Herren von Ebersberg verwandt, eventuell stammte er von Berta von Ebersberg ab. Volknands Tochter heiratete vermutlich Siboto II. von Ebersberg. Beziehungen bestanden wohl auch zu dem bayerischen Geschlecht derer von Ebersberg. Somit kann auch erklärt werden, warum Martin Crusius die Burg Ebersberg nannte.
Volknand von Staufen heiratete die Ministerialen-Tochter Adelheid von Staufeneck. Der einzige Sohn, der ebenfalls Volknand hieß, starb früh. Daher initiierte Volknand als letzter seines Geschlechts die Gründung des Prämonstratenser-Klosters Adelberg im Jahre 1178. Mit ihm ist das Geschlecht erloschen und er ist mit Schild und Helm im Kloster Adelberg begraben worden. Was danach mit der Burg passierte, ist nicht bekannt.